# Рейндерс-Шпаковська Віта Анатоліївна
Рейндерс-Шпаковська Віта Анатоліївна (англ. Vita Reijnders-Shpakovska), нар. 19 серпня, Київ) — українська композиторка, музикознавиця, журналістка. Член Національної спілки композиторів України (2008), Національної спілки журналістів України (2006), Національної спілки театральних діячів України (2002), Асоціації діячів естрадного мистецтва України (1999). Лауреатка всеукраїнських фестивалів та пісенних конкурсів.

## Життєпис
Народилася 19 серпня у Києві. Мати — українська композиторка Ніна Андрієвська. Закінчила Київський інститут музики імені Рейнгольда Глієра у класі теорії музики В. Подвали (у нього ж брала уроки композиції), а також композиторський факультет Національної музичної академії України у класі композиції В. Кирейко та Л. Колодуба. Працювала завідувачкою музичної частини Київського «Українського театру КІН», Київського Академічного театру юного глядача, Національного академічного театру російської драми імені Лесі Українки та редактором Національної Радіокомпанії України. З 2007 року — на творчій роботі. Відома як авторка пісень та театральна композиторка.

## Творчість
Провідне місце у творчості Віти Шпаковської займає театральна музика. Також вона активно працює в жанрі сучасної естрадної пісні. Є авторкою пісень, які постійно звучать у програмах українського радіо та телебачення, аранжувальницею, авторкою пісенних текстів і продюсеркою. Окрім композиторської діяльності працює музикознавицею, створила ряд статей до різних українських наукових і популярних видань. Пісні виконували Фемій Мустафаєв, Микола Караченцов, Віктор Шпортько, Любов і Віктор Анісімови, Інеса Братущик, Орест Хома, Ірина Грей та інші.
Творчості притаманний ліризм. В академічній музиці надає перевагу камерним жанрам. Наприкінці 1990-х здобула популярність як авторка поп-музики.

## Твори

### Мюзикли
- «Тарас Бульба» — 1991 рік, лібрето О. Балабана за повістю Миколи Гоголя, київський «Український театр «КІН»; та 1994 рік, Біла Церква, обласний музично-драматичний театр ім. П.К. Саксаганського;
- «Сім бажань Зербіно» — 2002 рік, лібрето В. Глейзера, переклад Н. Нежданої, Молодий театр; вистава є лауреатом театральної премії «Київська пектораль 2002» у номінації «Найкраща вистава для дітей»;
- «Маскарадні забави» (рос. Маскарадные забавы) — 2000 рік, за п'єсою О. Богдановича, Національний академічний театр російської драми імені Лесі Українки;
- Водевіль «Газетна помилка» — 1998 рік, лібрето С. Черкасенко, Київський Малий Драматичний театр.

### Музика до вистав
- В. Рабадан «Зачарована фея» (1990, Київ, «Український театр «КІН»);
- В. Шевчук «Птахи з невидимого острова» (1991, Київ, «Український театр «КІН»);
- Н. Йорданов «Ігри замку Ельсінор» (1992, Київський Молодий театр);
- В. Аксаков «Червоненька квіточка» (1994, Київ, Український Малий Драматичний театр);
- І. Бергман «Сцени з подружнього життя» (1995, Київський Молодий театр);
- Л. Устінов «Кришталеве серце» (рос. Хрустальное сердце) - (2002, Національний академічний театр російської драми імені Лесі Українки);
- Р. Куні «№ 13. Шалена ніч або одруження Пігдена» (рос. "№13. Безумная ночь или женитьба Пигдена") - (2002, Національний академічний театр російської драми імені Лесі Українки);
- О. Гаврилюк, Р.Семисал «Іду за край» (2006, Національний академічний театр російської драми імені Лесі Українки).

### Пісні
- «Буду тебе чекати» слова К.Гнатенка;
- «Кришталеві слова» слова К.Гнатенка;
- «Летять роки» слова З.Дикої;
- «Зимнее письмо» (російською мовою) слова О.Парадизової
- «Роменова зоря» слова Б.Чіпа та ін.

Інші твори
- Для оркестру народних інструментів — «Козацький марш» (2003)
- Симфонічна поема (1990)
- Струнний квартет (1990)
- Хори, романси, обробки народних пісень, фортепіанні твори, музика до короткометражних- та телефільмів.

### Статті в українських видавництвах
- «До проблеми втілення історичної тематики у жанрі сучасного українського музично-драматичного театру» (2005, збірка «Сучасне мистецтво», вип.2, Академія мистецтв України);
- «Основні тенденції розвитку жанрів сучасного українського музично-драматичного театру» (колективна монографія «Нариси з історії українського театру, 2007, К.);
- «Дух, що тіло рве до бою» (газета «Вісті з України», №45 (1543), листопад 1988, С.4) та ін.

Має фондові записи на українському радіо і телебаченні.

## Відзнаки
- 1996, 1998 — лауреатка «Пісенного вернісажу»;
- Лауреатка низки всеукраїнських фестивалів і конкурсів.